# Hojkov
Hojkov (Duits: Hojkau) is een Tsjechische gemeente in de regio Vysočina, en maakt deel uit van het district Jihlava.
Hojkov telt 158 inwoners.
Arnolec ·
Batelov ·
Bílý Kámen ·
Bítovčice ·
Bohuslavice ·
Borovná ·
Boršov ·
Brtnice ·
Brtnička ·
Brzkov ·
Cejle ·
Cerekvička-Rosice ·
Černíč ·
Čížov ·
Dlouhá Brtnice ·
Dobronín ·
Dobroutov ·
Dolní Cerekev ·
Dolní Vilímeč ·
Doupě ·
Dudín ·
Dušejov ·
Dvorce ·
Dyjice ·
Hladov ·
Hodice ·
Hojkov ·
Horní Dubenky ·
Horní Myslová ·
Hostětice ·
Hrutov ·
Hubenov ·
Hybrálec ·
Jamné ·
Jersín ·
Jezdovice ·
Ježená ·
Jihlava ·
Jihlávka ·
Jindřichovice ·
Kalhov ·
Kaliště ·
Kamenice ·
Kamenná ·
Klatovec ·
Kněžice ·
Knínice ·
Kostelec ·
Kostelní Myslová ·
Kozlov ·
Krahulčí ·
Krasonice ·
Lhotka ·
Luka nad Jihlavou ·
Malý Beranov ·
Markvartice ·
Měšín ·
Milíčov ·
Mirošov ·
Mrákotín ·
Mysletice ·
Mysliboř ·
Nadějov ·
Nevcehle ·
Nová Říše ·
Olšany ·
Olší ·
Opatov ·
Ořechov ·
Otín ·
Panenská Rozsíčka ·
Panské Dubenky ·
Pavlov ·
Plandry ·
Polná ·
Puklice ·
Radkov ·
Rančířov ·
Rantířov ·
Rohozná ·
Rozseč ·
Růžená ·
Rybné ·
Řásná ·
Řídelov ·
Sedlatice ·
Sedlejov ·
Smrčná ·
Stáj ·
Stará Říše ·
Stonařov ·
Strachoňovice ·
Střítež ·
Suchá ·
Svojkovice ·
Šimanov ·
Švábov ·
Telč ·
Třešť ·
Třeštice ·
Urbanov ·
Ústí ·
Vanov ·
Vanůvek ·
Vápovice ·
Velký Beranov ·
Větrný Jeníkov ·
Věžnice ·
Věžnička ·
Vílanec ·
Volevčice ·
Vyskytná nad Jihlavou ·
Vysoké Studnice ·
Vystrčenovice ·
Záborná ·
Zadní Vydří ·
Zbilidy ·
Zbinohy ·
Zdeňkov ·
Zhoř ·
Zvolenovice ·
Žatec ·
Ždírec